# Попов, Андрей Фёдорович (депутат)
Андре́й Фёдорович Попо́в (1869 — не позднее 1916) — член I Государственной думы от Бессарабской губернии, крестьянин.

## Биография

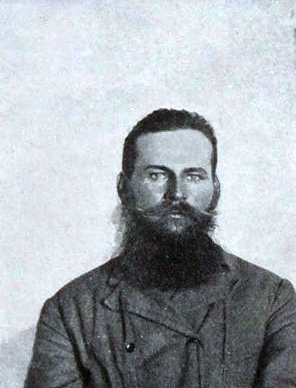
А. Ф. Попов

Православный. Крестьянин села Петропавловка Аккерманского уезда Бессарабской губернии.
Окончил сельское училище. С 1891 года отбывал воинскую повинность в 38-м Тобольском пехотном полку, в 1895 вышел в запас в чине фельдфебеля. Занимался хлебопашеством, состоял попечителем общественных сумм.
В русско-японскую войну вновь был призван на действительную военную службу. Служил фельдфебелем в 274-м пехотном Изюмском полку, в 1905 был уволен в запас.
В 1906 году был избран членом Государственной думы от Бессарабской губернии. Был беспартийным прогрессистом. Выступал по аграрному вопросу. В июне 1906 года в газете «Бессарабская жизнь» была опубликована следующая заметка:

Бессарабский депутат крестьянин Попов, прославившийся посланием на родину, призывавшим крестьян составлять приговоры против «жидовской анархистской Думы», прислал в редакцию «Бессарабской Жизни» покаянное письмо и объясняет майское послание недоразумением и не пониманием слов «республика» и «анархист» Далее он возмущается старостой, распространившим частное письмо в целях антидумской агитации. 
Дальнейшая судьба неизвестна.